# Narodowy Fundusz Badań i Rozwoju
Narodowy Fundusz Badań i Rozwoju (fiń. Suomen itsenäisyyden juhlarahasto Sitra) – fiński instytut badawczy, a zarazem think tank powołany w 1967 roku do wspierania rozwoju gospodarczego oraz finansowania przedsiębiorstw, odpowiadający przed fińskim parlamentem. Na początku XXI wieku zatrudniał 60 pracowników.
Fundusz od czasu powstania funkcjonował jako organizacja z dużym zakresem autonomii, w tym jako ciało wdrażające własne projekty. Jego funkcjami było także finansowanie badań oraz edukacji. Przyczynił się m.in. do powstania Fińskiego Funduszu na rzecz Technologii i Innowacji (Tekes) w 1983 roku. Od jego powołania Sitra przestała bezpośrednio wspierać prace badawczo-rozwojowe, a zaczęła przekształcać się w instytucję finansującą nowe przedsiębiorstwa za pomocą venture capital. Do końca lat 90. XX wieku 95% firm wspieranych przez Sitrę podejmowało wcześniej współpracę z Tekes.
W 1971 roku Sitra sfinansowała pierwszą sieć uniwersytecką w Finlandii, która w roku 1984 przekształciła się w FUNET (Fińską Sieć Badawczo-Uniwersytecką). W II połowie lat 90. XX wieku głównie dzięki Sitrze opracowano drugą strategię społeczeństwa informacyjnego.